# (470308) 2007 JH43
(470308) 2007 JH43 ist ein großes transneptunisches Objekt im Kuipergürtel, das bahndynamisch als Plutino oder als Scattered disc object eingestuft wird. Aufgrund seiner Größe ist der Asteroid ein Zwergplanetenkandidat.

## Entdeckung
2007 JH43 wurde am 10. Mai 2007 von einem Astronomenteam bestehend aus Meg Schwamb, Mike Brown und David Lincoln Rabinowitz, mit dem 1,2-m-Oschin-Schmidt-Teleskop am Palomar-Observatorium des California Institute of Technology (Kalifornien) entdeckt. Die Entdeckung wurde am 5. Juli 2007 zusammen mit 2007 JF43, 2007 JJ43 und 2007 JK43 bekanntgegeben, der Planetoid erhielt später von der IAU die Kleinplaneten-Nummer 470308.
Nach seiner Entdeckung ließ sich 2007 JH43 auf Fotos bis zum 16. Juli 1983, die im Rahmen des Digitized-Sky-Survey-Programmes am Siding-Spring-Observatorium (Australien) gemacht wurden, zurückgehend identifizieren und so seinen Beobachtungszeitraum um 24 Jahre verlängern, um so seine Umlaufbahn genauer zu berechnen. Im April 2017 lagen insgesamt 37 Beobachtungen über einen Zeitraum von 7 Jahren vor. Die bisher letzte Beobachtung wurde im Juli 2015 am Pan-STARRS-Teleskop (PS1) (Maui) durchgeführt. (Stand 15. März 2019)

## Eigenschaften

### Umlaufbahn
2007 JH43 umkreist die Sonne in 250,23 Jahren auf einer leicht elliptischen Umlaufbahn zwischen 38,84 AE und 40,57 AE Abstand zu deren Zentrum. Die Bahnexzentrizität beträgt 0,022, die Bahn ist 18,11° gegenüber der Ekliptik geneigt. Derzeit ist der Planetoid 40,57 AE von der Sonne bzw. 40,96 AE von der Erde entfernt. Das Perihel durchläuft er das nächste Mal 2137, der letzte Periheldurchlauf dürfte also im Jahre 1887 erfolgt sein.
2007 JH43 zählte bisher als Plutino; Marc Buie (DES) stuft den Planetoiden dagegen als SDO ein, was auf einer Simulation über 10 Millionen Jahre basiert; das Minor Planet Center ordnet ihn als Plutino (2010) und allgemein als «Distant Object» und nicht als SDO ein. Das Johnston’s Archive führt es als „other TNO“ auf.

### Größe und Rotation
Derzeit wird von einem Durchmesser von etwa 513 km ausgegangen, basierend auf einem Rückstrahlvermögen von 8 % und einer absoluten Helligkeit von 4,9 m. Ausgehend von diesem Durchmesser ergibt sich eine Gesamtoberfläche von etwa 827.000 km2. Die scheinbare Helligkeit von 2007 JH43 beträgt 20,93 m.
Da anzunehmen ist, dass sich 2007 JH43 aufgrund seiner Größe im hydrostatischen Gleichgewicht befindet und somit weitgehend rund sein muss, sollte er die Kriterien für eine Einstufung als Zwergplanet erfüllen. Mike Brown geht davon aus, dass es sich bei 2007 JH43 um wahrscheinlich einen Zwergplaneten handelt. Gonzalo Tancredi gab 2010 noch keine Empfehlung ab.
| Jahr                                         | Abmessungen km | Quelle              |
| -------------------------------------------- | -------------- | ------------------- |
| 2010                                         | 482,0          | Tancredi            |
| 2013                                         | 529,08         | LightCurve DataBase |
| 2018                                         | 558,0          | Johnston            |
| 2018                                         | 513,0          | Brown               |
| Die präziseste Bestimmung ist fett markiert. |                |                     |